# Courtney Okolo
Courtney Okolo (Dallas, 15 de marzo de 1994) es una deportista estadounidense que compite en atletismo, especialista en las carreras de relevos.
Participó en los Juegos Olímpicos de Río de Janeiro 2016, obteniendo una medalla de oro en la prueba de 4 × 400 m.
Ganó una medalla de oro en el Campeonato Mundial de Atletismo de 2019, tres medallas de oro en el Campeonato Mundial de Atletismo en Pista Cubierta, en los años 2016 y 2018, y una medalla de oro en los Relevos Mundiales 2025.

## Palmarés internacional
| Juegos Olímpicos                     | Juegos Olímpicos          | Juegos Olímpicos | Juegos Olímpicos |
| Año                                  | Lugar                     | Medalla          | Prueba           |
| ------------------------------------ | ------------------------- | ---------------- | ---------------- |
| 2016                                 | Río de Janeiro (Brasil)   | Medalla de oro   | 4 × 400 m        |
| Campeonato Mundial                   |                           |                  |                  |
| Año                                  | Lugar                     | Medalla          | Prueba           |
| 2019                                 | Doha (Catar)              | Medalla de oro   | 4 × 400 m mixto  |
| Campeonato Mundial en Pista Cubierta |                           |                  |                  |
| Año                                  | Lugar                     | Medalla          | Prueba           |
| 2016                                 | Portland (Estados Unidos) | Medalla de oro   | 4 × 400 m        |
| 2018                                 | Birmingham (Reino Unido)  | Medalla de oro   | 400 m            |
| 2018                                 | Birmingham (Reino Unido)  | Medalla de oro   | 4 × 400 m        |
| Relevos Mundiales                    |                           |                  |                  |
| Año                                  | Lugar                     | Medalla          | Prueba           |
| 2025                                 | Cantón (China)            | Medalla de oro   | 4 × 400 m mixto  |